# Плотишно (озеро)
Плоти́шно (бел. Плаці́шна) — озеро в Ушачском районе Витебской области Белоруссии. Относится к бассейну реки Туровлянка.

## Физико-географическая характеристика
Озеро Плотишно находится в 25 км к северо-востоку от городского посёлка Ушачи. К северо-восточному берегу выходит деревня Осиновка, к юго-восточному — деревня Ковалевщина.
Площадь зеркала составляет 0,1 км². Длина — 0,71 км, наибольшая ширина — 0,2 км. Длина береговой линии — 1,75 км. Наибольшая глубина — 5 м, средняя — 2,7 м. Объём воды в озере — 0,27 млн м³. Площадь водосбора — 5,5 км².
Котловина лощинного типа, вытянутая с севера на юг. Склоны высотой 8—9 м, пологие, суглинистые и супесчаные, распаханные, частично поросшие луговой растительностью. Юго-западные склоны крутые, их высота достигает 14 м. Береговая линия относительно ровная. Восточный берег низкий, песчаный. Вокруг остальных берегов формируются сплавины шириной 5—10 м. Со всех сторон, кроме восточной, озеро окружено неширокой заболоченной поймой.
Дно плоское, илистое. Вдоль восточного берега тянется песчаная полоса, опускающаяся до глубины 1 м. Дно прорезают две впадины: на севере — глубиной 4,1 м, на юге — глубиной 5 м.

## Гидрография
Минерализация воды составляет 260—295 мг/л, прозрачность — 0,7 м, цветность — от 70—90 до 150°. Водоём подвержен эвтрофикации.
Из южной части озера Плотишно вытекает ручей, впадающий в озеро Островито. В западной части имеется протока, связанная с озером Долгое.

## Флора и фауна
47 % площади водоёма зарастает. Надводная растительность формирует полосу шириной от 5 до 20 м. Подводная растительность распространяется до глубины 2,8 м.
В озере обитают лещ, щука, окунь, плотва, краснопёрка, карась, линь, ёрш.